# Marnix Willem Steffen
 (juillet 2020).
Si vous disposez d'ouvrages ou d'articles de référence ou si vous connaissez des sites web de qualité traitant du thème abordé ici, merci de compléter l'article en donnant les références utiles à sa vérifiabilité et en les liant à la section « Notes et références ».
Pour les articles homonymes, voir Steffen.
Marnix Willem Steffen, né à Delft, est un violoniste et chef d'orchestre classique néerlandais, établi à Lima (Pérou) depuis 2011.

## Biographie
Marnix Willem Steffen est né à Delft. Il intègre le Conservatoire de Rotterdam (de) où il se forme au violon et à la direction d'orchestre, et dont il sort diplômé du master de musique. Il travaille essentiellement en tant que premier violon et en musique de chambre, il donne entre autres des récitals avec le pianiste Daniel Wayenberg. 
En 2000, il part en Espagne et commence sa carrière professionnelle de chef d’orchestre avec l’orchestre de la Ville de Grenade en 2005. L’année précédente, il reçoit les recommandations spéciales du directeur et président du jury Sir Neville Marriner au concours de direction d’orchestre de Cadaqués, dont il est lauréat. 
Après plusieurs invitations à diriger différents orchestres d’Amérique du Sud, il décide de partir à Lima en 2011. Durant 5 ans, il est chef d’orchestre et professeur au Conservatoire National de musique de Lima. Par la suite, il est invité en Europe et en Amérique du Sud.
Depuis 2019, Marnix Willem Steffen est directeur artistique de l’orchestre de chambre Nueva Lima Clásica et directeur invité en Europe et Amérique du Sud. Il continue également sa carrière de violoniste et est appelé en tant que jury de concours internationaux de violon. Il a l’honneur d’avoir un de ses élèves entrer à la Juilliard School of Music à New York. 
En mai 2020, Marnix Willem Steffen retourne aux Pays Bas via un vol humanitaire de rapatriement et est invité à diriger plusieurs concerts aux Pays-Bas ainsi qu’en Espagne pour 2021.

## Distinctions
En 2013, il reçoit la grande distinction d’honneur de la culture pour la 192eme commémoration de l’indépendance du Pérou et en 2017, la reconnaissance spéciale de la communauté Andine (CAN) pour l’intégration de la musique Andine dans la programmation de Nueva Lima Clásica ainsi que sa contribution à sa diffusion.